# Mycosphaerella fragariae
Mycosphaerella fragariae är en svampart som först beskrevs av Louis René Tulasne, och fick sitt nu gällande namn av Gustav Lindau 1897. Mycosphaerella fragariae ingår i släktet Mycosphaerella och familjen Mycosphaerellaceae.  Arten är reproducerande i Sverige. Inga underarter finns listade i Catalogue of Life.